# ヴァルキリーエリュシオン
『ヴァルキリーエリュシオン』（VALKYRIE ELYSIUM）は、2022年9月29日にスクウェア・エニックスより発売されたアクションRPGである。対応プラットホームはPlayStation 4・PlayStation 5・Windows（Steam）。

## 概要
「ヴァルキリープロファイルシリーズ」の完全新作。これまでのシリーズ作品の開発はトライエースが担当していたが、今作はソレイユが行っている。
公式サイト上でも「新たなヴァルキリーの物語」をキャッチコピーとして挙げており、本作は今までのシリーズとは別の世界の物語として開発される事となった経緯からタイトルも「プロファイル」から「エリュシオン」に変更し、ヴァルキリーやオーディンを始めとしたキャラクター達も一新する事になったため、ストーリーや登場するキャラクターは過去シリーズとの繋がりはないが、用語・技名などの一部の要素は引き継がれており、鈴蘭の草原など過去作のリスペクトとして継承している部分もある。
必殺技やコンボシステムは本作でも採用しており、ハイエンドグラフィックに進化している。
限定版にはシリーズ第1作の移植版『ヴァルキリープロファイル -レナス-』が付属する。

## 登場人物
ヴァルキリー / ノーラ
声 - 鬼頭明里
本作の主人公。滅びゆく世界の救済を目的として主神オーディンにより創造されたばかりの戦乙女であり、神格は第六級。生前の名前は「ノーラ」だが、ヴァルキリーとして創造された際にオーディンから名前を与えられていない。人間が暮らす地上界で名を問われた際、神族である事を隠すため、エインフェリアのイーゴンからの咄嗟の提案により「マリア」という偽名を使っている。ヴァルキリーとしての出生には何らかの秘密を抱えており、創造された当初は感情の起伏が薄く、任務を遂行するため冷徹に接していたが、エインフェリア達や地上界で出会ったアルマンとの親交を深めていくうち、徐々に人間らしい振る舞いを見せるようになる。
歴代シリーズではレナスが青、シルメリアが紫の鎧を着ていたのに対し、本作のヴァルキリーは白い鎧を着ている。デザインのモチーフは白鳥。
オーディン
声 - 津田健次郎
アース神族の最高神。世界の崩壊を食い止めるためヴァルキリーを創造し、世界救済の任を与えた。神界戦争にてフェンリルに勝利するものの自らも深手を負ってしまい、力の大半を失っている。神界戦争の傷が癒えておらず、ヴァルハラの外へ出られない状態にある。
フェンリル
声 - 中尾隆聖
元アース神族二級神。性別は雌。世界救済のきっかけとなった神界戦争の首謀者。神界戦争にてオーディンの手により命を落としたと思われていたが、世界救済を目指すヴァルキリーの前に姿を表す。オーディンに対し、激しい憎悪と復讐心を抱いている。
イーゴン
声 - 稲田徹
28歳、12月27日生まれ、ベエルゼ出身。
ヴァルキリーによって最初に選定されたエインフェリア。大剣による雷属性の技を使用する。生前はベエルゼ王国の下級貴族出身で、幼馴染であり想いを寄せる公女アメリアを守るため騎士の道を目指し、騎士団長を務めていた。戦争の最中にアメリアが攫われてしまい助けに向うが、秘密裏に人体実験を受けていた彼女は目の前で不死者と化してしまう。自我を失ったアメリアを命がけで止めるべく、刺し違える形で命を落とす。
サイファ
声 - 石田彰
23歳、9月9日生まれ、ガルドバ出身。
ヴァルキリーによって二番目に選定されたエインフェリア。弓による氷属性の技を使用する。生前は奴隷という身分であったが、ガルドバ王国の王子と出会ったことをきっかけに商人となり、王族に仕えていた。ガルドバの王子が流行り病で衰弱している事を聞き、恩人を救うため多額の借金をして特効薬の精製を成功させるが、時既に遅く、返す宛てのない金を騙し取った罪で投獄され、獄中に疲労と絶望から衰弱死してしまう。
クリストフェル / オリヴィエ
声 - 内田真礼
24歳、4月5日生まれ、ルカルダ出身。
ヴァルキリーによって三番目に選定されたエインフェリア。ランスによる聖属性の技を使用する。生前は南ルカルダの王女であり、本名は「オリヴィエ」であるが、亡くなった兄・クリストフェルの名前を名乗っている。北ルカルダとの停戦協定に応じる形で北ルカルダの王と婚姻が決まった際、最後の抵抗をした事で兵から目を矢で射抜かれ死亡した。エインフェリアの姿では右目に眼帯をつけている。
タイカ
声 - 早見沙織
19歳、3月19日生まれ、ロマリ出身。
ヴァルキリーによって四番目に選定されたエインフェリア。杖による炎属性の魔法を使用する。生前は古い歴史を持つ小国ロマリを守護する役職である「護りの賢女」の長を務め、ロマリの人々を守護していた心優しい少女。しかし自身の強大な魔力と引き換えに左半身が異形化していった事で迫害され、魔物による被害の責任を押し付けられる形で処刑される事となってしまい、火刑によって命を落とす。
アルマン
声 - 花江夏樹
21歳、11月13日生まれ。
地上界にいる数少ない人間の生き残りの青年。とある大切なものを探すために旅をしているが、その記憶を失ったまま、なぜ記憶を失ったのかも解らぬまま各地を放浪している。偶然ヴァルキリーと出会った事で不思議な縁を感じ、行く先々で言葉を交わすうちに徐々に記憶を取り戻していく。
ヒルド
声 - 石川由依
黒い鎧をまとったもう一人のヴァルキリー。フェンリルに従っており、ヴァルキリーの前に幾度となく現れ立ちはだかるが、ヴァルキリーやオーディンに関する何らかの真実も知っており、情報を与えるかのような振る舞いをして去って行く事もある。白鳥をモチーフとした白い鎧のヴァルキリーとの対比として、ヒルドのデザインは黒鳥をモチーフとしている。
無料アップデートの追加コンテンツ「ヒルドズヴェンジェンス」ではプレイアブルキャラクターとして使用可能。

## 評価
電撃オンラインのタダツグによる先行プレイレビューでは、所々の要素に初代『ヴァルキリープロファイル』へのリスペクトは感じられるものの、初代を知らなくてもプレイできる事と、難易度が選べる仕様でアクションが得意ではない層にもプレイしやすく作られており、ソウルチェインによるアクションの気持ち良さを評価している反面、チャプターの途中で難易度設定を切り替えられない不便さを指摘している。また、初代では人間がエインフェリアになるまでの物語に重点を置いているが、今作品ではエインフェリアになった後の人間の物語に重点を置いており、どこか無個性で人間味のないヴァルキリーと人間味のあるエインフェリア達との交流や関係性を好意的に評価する一方で、ストーリーが大きく動くのはエインフェリアが全員集まる終盤であり、それまでのドラマ性が薄く、（全4種類の）マルチエンディングで最初2つ以外は到達できるヒントや情報も少なく、先行プレイの時点では存在すら確認できず辿りつく事ができなかったため、ベストエンディングを見ていない状態だとストーリーがビターな終わり方で消化不良に感じたと初代のエンディング分岐との類似点と合わせて指摘している。
一方で、IGNの馬淵寛昭は、（シリーズを切り離して考えれば）荒削りだが爽快感のある完成度の高い作品へと仕上がった一方、アクションRPGに変化したとはいえ、コンボ要素などのゲーム性では予想以上にシリーズらしさが失われていったと指摘している。